# Brownea macrophylla
Brownea macrophylla là một loài thực vật có hoa trong họ Đậu. Loài này được Linden miêu tả khoa học đầu tiên.

## Hình ảnh

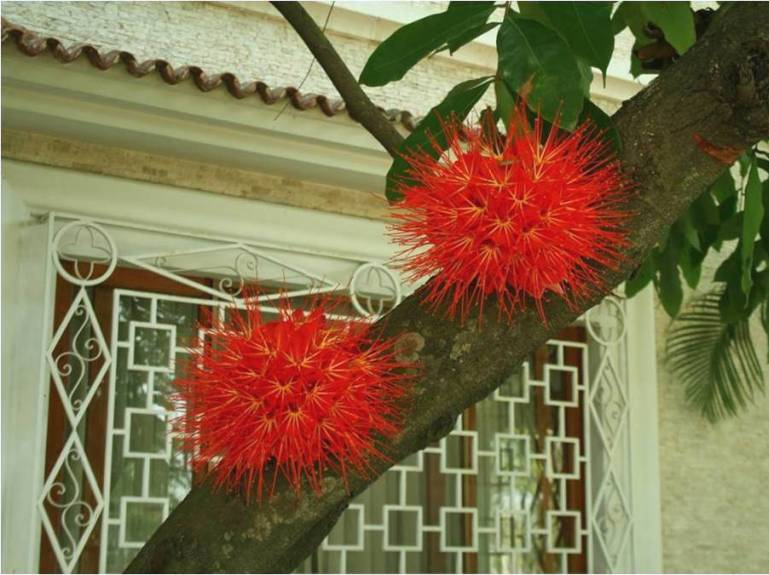
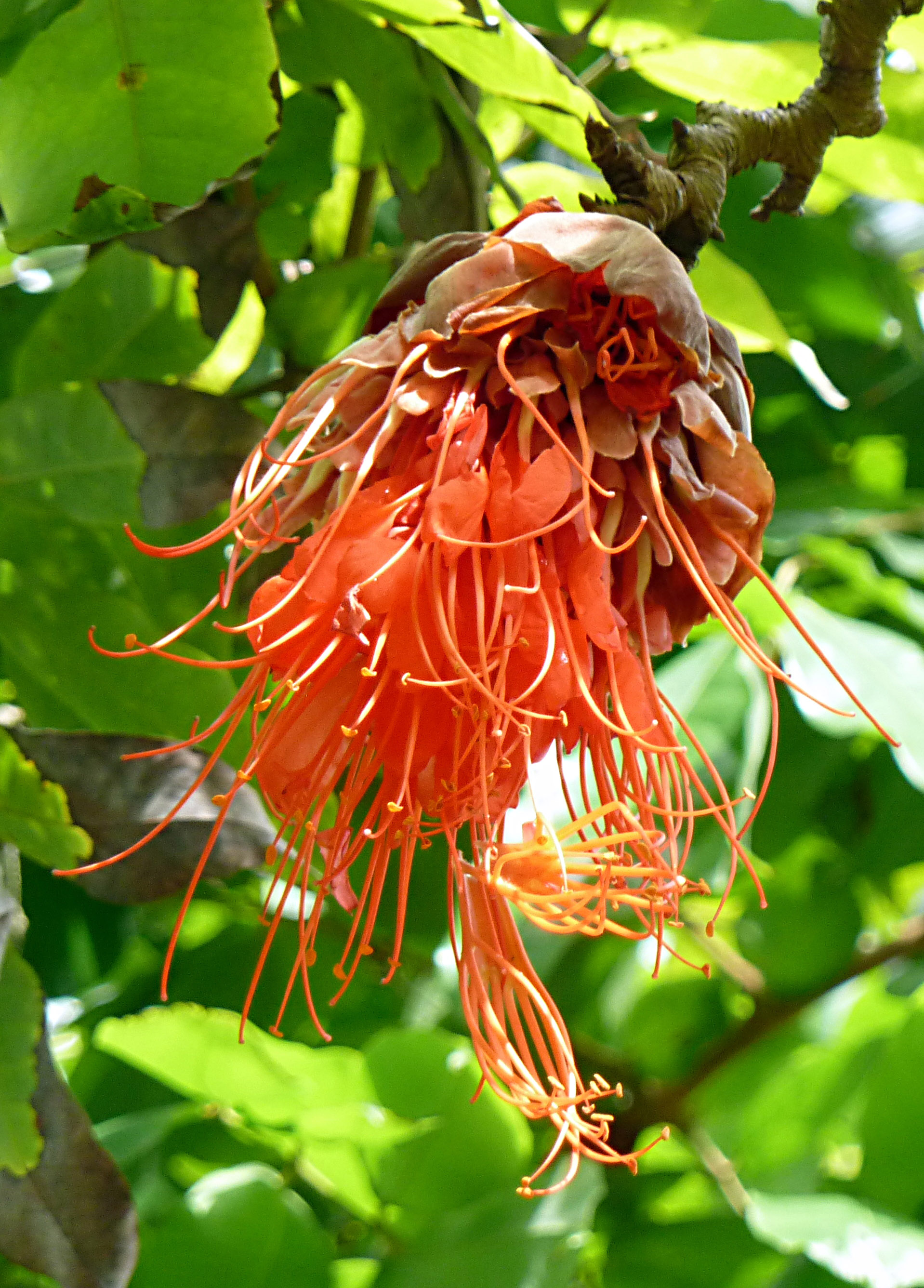